# Niżnieudinsk
Niżnieudinsk – miasto w Rosji (obwód irkucki), nad Udą.
Liczba mieszkańców w 2003 roku wynosiła ok. 38 tys.
W mieście rozwinął się przemysł drzewny oraz materiałów budowlanych.

## Warunki naturalne

### Klimat
| Miesiąc                              | Sty   | Lut   | Mar   | Kwi   | Maj   | Cze  | Lip  | Sie  | Wrz  | Paź   | Lis   | Gru   | Roczna |
| ------------------------------------ | ----- | ----- | ----- | ----- | ----- | ---- | ---- | ---- | ---- | ----- | ----- | ----- | ------ |
| Rekordy maksymalnej temperatury [°C] | 8.0   | 12.9  | 19.4  | 30.5  | 34.3  | 36.3 | 35.4 | 36.4 | 31.7 | 26.9  | 15.0  | 8.6   | 36,4   |
| Średnie temperatury w dzień [°C]     | -13.8 | -7.6  | 1.1   | 9.4   | 17.5  | 23.1 | 24.9 | 22.3 | 15.5 | 6.9   | -3.6  | -11.5 | 7,0    |
| Średnie dobowe temperatury [°C]      | -20.2 | -15.8 | -6.9  | 2.3   | 9.6   | 15.6 | 18.3 | 15.8 | 9.1  | 1.3   | -8.8  | -17.0 | 0,3    |
| Średnie temperatury w nocy [°C]      | -26.6 | -23.9 | -14.9 | -4.7  | 1.7   | 8.1  | 11.6 | 9.4  | 2.8  | -4.3  | -13.9 | -22.5 | −6,4   |
| Rekordy minimalnej temperatury [°C]  | -46.4 | -47.5 | -38.4 | -29.6 | -11.6 | -2.7 | -0.8 | -2.6 | -9.0 | -25.4 | -37.3 | -44.1 | −47,5  |
| Opady [mm]                           | 9.6   | 6.9   | 8.5   | 18.1  | 33.5  | 61.6 | 91.4 | 95.4 | 46.3 | 19.6  | 14.1  | 12.9  | 417,9  |
| Źródło: Niżnieudinsk - meteolabs.ru  |       |       |       |       |       |      |      |      |      |       |       |       |        |